# Ängssolbi
Ängssolbi (Dufourea dentiventris) är en art i insektsordningen steklar som tillhör släktet solbin.

## Beskrivning
Ängssolbiet har en kroppslängd på omkring 7 till 8 millimeter. Grundfärgen på kroppen är svart och kroppsbehåringen är kort, svart och mycket gles. Bakkroppen har smala ljusa tvärränder.

## Utbredning
Detta bi förekommer i Europa från Pyreneerna och Alperna till Sverige och Finland, samt österut genom Ryssland över Kaukasus och Basjkirien till Mongoliet och Kina..
I Sverige finns arten i hela landet med undantag för Jämtland, där den aldrig funnits, men utbredningen är fragmentarisk och det är egentligen bara i Småland, Östergötland och kring Mälaren som den kan betraktas som vanlig.
I Finland finns den främst i söder och sydöst, inklusive Åland, med enstaka observationer längre norrut, som Karleby i landskapet Mellersta Österbotten, och i mellersta Lappland.

## Ekologi
Ängssolbiet är ett solitärt bi, det vill säga det bildar inte samhällen. Arten är oligolektisk, den är specialiserad i sitt födoval och samlar enbart pollen från klockväxter, som blåklockssläktet. Vanliga värdväxter för arten är liten blåklocka, nässelklocka och ängsklocka. Biet förekommer därför bara i sådana områden där dessa växter finns som sandiga torrängar. Nektar kan dock även hämtas från korgblommiga växter (som hökfibblor), rosväxter (fjällsippa) och ljung. Flygtiden för arten är juni till augusti/september i större delen av utbredningsområdet; i norra delen varar dock flygperioden från slutet av juli till slutet av augusti. 

### Fortplantning
Honan gräver ensam ut ett bo i marken, som hon klär med egenproducerat sekret, där sedan ägg och larver utvecklas. Boet förläggs till soliga sluttningar på torr sand- eller grusjord med gles växtlighet. Parasitbi till ängssolbiet är pärlbi (Biastes truncatus), vars larv lever av det insamlade matförrådet (pollen) sedan värdägget ätits upp eller värdlarven dödats.

## Bevarandestatus
Globalt är ängssolbiet rödlistat av IUCN som nära hotat ("NT"). Främsta orsaken är den starkt fragmenterade utbredningen, som i sin tur anses orsakad av de förändrade jordbruksmetoderna med ökad konstgödsling och minskad höproduktion (till förmån för ensilage), vilket minskat tillgången på foderväxter.
I Sverige minskar arten och betraktades tidigare som nära hotad ("NT"). Vid rödlistebedömningarna 2015 och 2020 klassificerades den emellertid som livskraftig ("LC"). Även i Finland är den klassificerad som livskraftig.